# الدين في الأردن

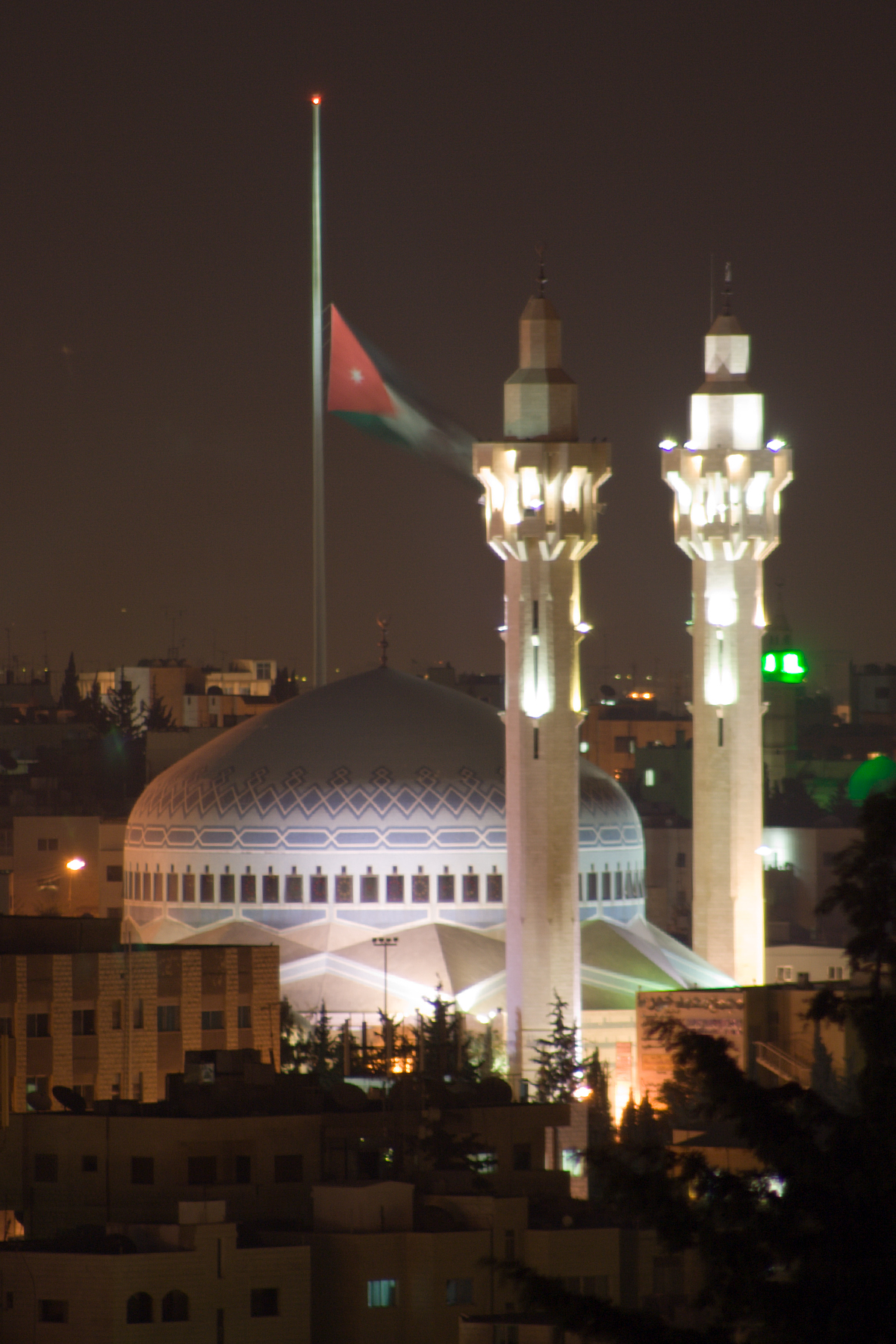
مسجد الملك عبد الله الأول في العاصمة عمان. تلتزم العائلة المالكة في الأردن، والهاشميين بالمذهب السني.

المملكة الأردنية الهاشمية هي دولة ذات أغلبية مسلمة، مع أكثر من 92% من السكان مسلمين سنة، لا يوجد شيعه بالاردن،في حين يوجد أقليات درزية يقدرون بحوالي 1% في الأزرق والرمثا. كما يوجد في الأردن أقليات مسيحية تقدر بحوالي 6%، ينتمي غالبية المسيحيين إلى الكنيسة الأرثوذكسية الشرقية، وطوائف صغيرة من الروم الكاثوليك، والسريان الأرثوذكس، والأقباط الأرثوذكس، والآشوريين، والكلدان الكاثوليك، والأرمن الأرثوذكس، وأعداد قليلة من الطوائف البروتستانتية والإنجيلية يتواجد معظمها في عمان والكرك ومأدبا.
 بينما لا يسمح لليهود أن يكونوا مواطنين الأردنيين لكن يسمحون لهم بزيارة الأماكن المقدسة لدى اليهود.

## التوزيع
تختلف النسب اختلافًا طفيفًا في المدن والمناطق المختلفة، على سبيل المثال مدينة مثل الزرقاء توجد فيها أعلى نسبة من المسلمين، في حين أن عمان، مادبا، الكرك، والسلط، تحتوي على تجمعات مسيحية أكبر من المعدل الوطني. كان المسيحيين يشكلون 30% من سكان الأردن في عام 1950. لكن أدت هجرة مسيحيين الأردن إلى أوروبا، وكندا، والولايات المتحدة إلى انخفاض نسبة المسيحيين من سكان البلاد بشكل ملحوظ.

## الحياة الاجتماعية
بشكل عام، المسلمين والمسيحيين يعيشون جنبًا إلى جنب مع أية مشاكل كبيرة فيما يتعلق الخلافات والتمييز. ومع ذلك، فإن أصغر الأقليات، التي تتألف من الشيعة والبهائيين والدروز، تتعرض لتجربة أكبر قدر من التمييز الديني من الحكومة. ومن الأمثلة على ذلك حالات من الرفض من قبل الحكومة الأردنية للاعتراف بأعضاء الديانة البهائية والكنيسة الإنجيلية.

## الحرية الدينية
دين الدولة هو الإسلام، ولكن أن الدستور ينص على حرية ممارسة الطقوس الدينية وفقًا للعادات المرعية في المملكة ما لم تكن مخالفة للنظام العام أو الآداب العامة.
بعض القضايا، ومع ذلك، مثل التحول الديني، هي مثيرة للجدل. على الرغم من أن اعتناق الإسلام هو خال نسبيا من التعقيدات القانونية، أولئك الذين يرغبون في ترك الإسلام يتعرضون لخطر فقدان الحقوق المدنية ومواجهة الضغوط الاجتماعية الهائلة. ومن بين القيود المفروضة على الأقليات الدينية هي:
- تقارير مختلفة عن حالات من معاداة السامية (كرد فعل استفزازي للتوترات في القضية الفلسطينية).
- رفض الحكومة الأردنية الاعتراف ببعض الأديان.
- لا يسمح للبهائيين بإنشاء المدارس وأماكن العبادة أو المقابر.
- وبصرف النظر عن المسيحيين، جميع الأقليات غير المسلمة الأخرى ليس لديها محاكمها الخاصة للفصل في الأحوال الشخصية وشؤون الأسرة.
- لا يسمح للمبشرين المسيحيين بالعمل في تنصير للمسلمين.

في يونيو 2006، نشرت الحكومة العهد الدولي الخاص بالحقوق المدنية والسياسية والجريدة الرسمية للحكومة. وتقر المادة 18 من ذلك العهد على حرية الدين.